# Łosice
Łosice este un oraș în Polonia.